# Agustín Gaínza
Agustín Gaínza Vicandi (28. maj 1922 – 6. januar 1995) var en spansk fodboldspiller og -træner, der spillede som venstre kant eller angriber. Han spillede på klubplan hele sin karriere, mellem 1939 og 1959, hos Athletic Bilbao i La Liga. Her var han med til at vinde to spanske mesterskaber og hele syv Copa del Rey-titler.
Gaínza spillede desuden mellem, 1945 og 1955, 33 kampe for Spaniens landshold, hvori han scorede ti mål. Han debuterede for holdet 11. marts 1945 i et opgør mod Portugal, og var en del af den spanske trup, der blev nummer fire ved VM i 1950 i Brasilien.
Mellem 1964 og 1969 var han desuden Athletics træner, og førte i denne rolle klubben til endnu en Copa del Rey-sejr.

## Titler

### Titler som spiller
La Liga
- 1943 og 1956 med Athletic Bilbao

Copa del Rey
- 1943, 1944, 1945, 1950, 1955, 1956 og 1958 med Athletic Bilbao

### Titler som træner
Copa del Rey
- 1969 med Athletic Bilbao